# Dryadula phaetusa
Dryadula phaetusa är en fjärilsart som beskrevs av Carl von Linné 1758. Dryadula phaetusa ingår i släktet Dryadula och familjen praktfjärilar. Inga underarter finns listade i Catalogue of Life.

## Bildgalleri

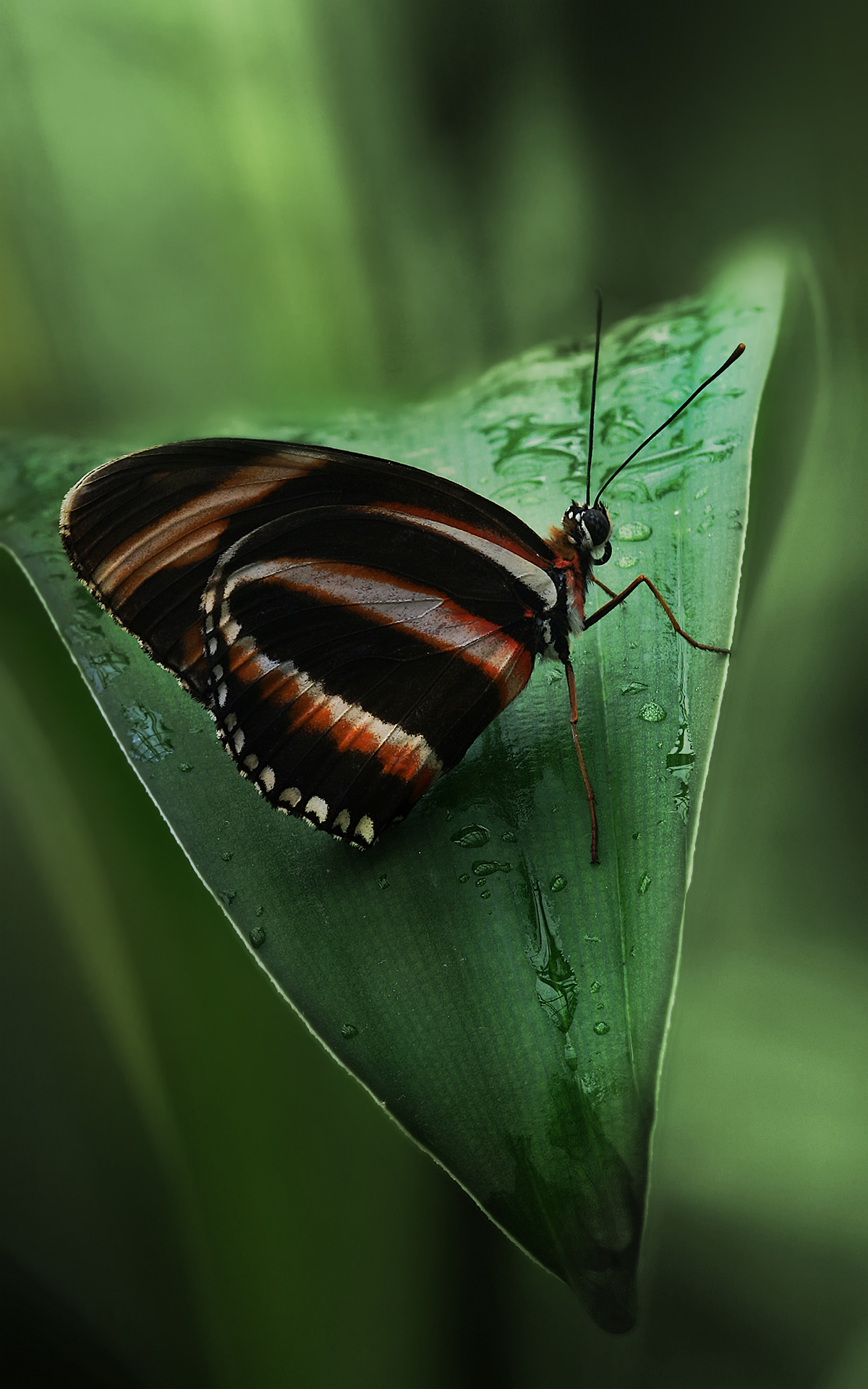